# Polymastia spinula
Polymastia spinula är en svampdjursart som beskrevs av James Scott Bowerbank 1866. Polymastia spinula ingår i släktet Polymastia och familjen Polymastiidae. Inga underarter finns listade i Catalogue of Life.